# 安川電機ラグビー部
安川電機ラグビー部は、福岡県北九州市を本拠とするトップキュウシュウ所属のラグビーユニオンチーム。

## リーグ戦戦績
- 2003-2004 トップキュウシュウB 7位
- 2004-2005 トップキュウシュウB 4位
- 2005-2006 トップキュウシュウB 4位
- 2006-2007 トップキュウシュウB 4位
- 2007-2008 トップキュウシュウB 優勝、トップキュウシュウA昇格
- 2008-2009 トップキュウシュウA 6位、トップキュウシュウB降格
- 2009-2010 トップキュウシュウB 4位
- 2010-2011 トップキュウシュウB 7位
- 2011-2012 トップキュウシュウB 3位
- 2012-2013 トップキュウシュウB 6位（1勝6敗）
- 2013-2014 トップキュウシュウB 4位（2勝2敗1分）
- 2014-2015 トップキュウシュウB 5位（2勝3敗）
- 2015-2016 トップキュウシュウB 4位（3勝3敗）
- 2016-2017 トップキュウシュウB 4位（2勝3敗）
- 2017-2018 トップキュウシュウB 優勝（3勝1分）、入替戦：敗戦、トップキュウシュウB残留
- 2018-2019 トップキュウシュウB 優勝（4勝）、入替戦：敗戦、トップキュウシュウB残留
- 2019-2020 トップキュウシュウB 優勝（3勝）、入替戦：敗戦、トップキュウシュウB残留
- 2020-2021 リーグ中止
- 2021-2022 リーグ中止
- 2022-2023 トップキュウシュウB 優勝（3勝）、入替戦：勝利、トップキュウシュウA昇格
- 2023-2024 トップキュウシュウA 3位（3勝2敗）
- 2024-2025 トップキュウシュウ 3位（リーグ戦：カンファレンスB1位 3勝、順位決定戦：1回戦 敗戦、3位決定戦 勝利）

## 在籍した選手
- 西浦達吉 - 元日本代表。